# Jegyzettömb
A Jegyzettömb (Notepad) egy egyszerű szövegszerkesztő alkalmazás, ami a Windows 1.0 óta (1985 óta) minden Microsoft Windows verzióban megtalálható.

## Jellemzők
A jegyzettömb egy egyszerű szövegszerkesztő alkalmazás, nem dokumentumszerkesztő, tehát nem támogat semmiféle formázást, bár a Windows 98 óta beállítható a szerkesztés és a nyomtatás betűtípusa, azonban ezt sem a fájlban tárolja, hanem gépenként, mint beállítás. Mivel egyszerű szöveget kezel, kiválóan alkalmas volt MS-DOS és Windows 9x rendszerfájlok (például autoexec.bat, config.sys stb.) szerkesztésére.
A programnak egyik funkciója, hogy ha egy formázott forrásból (weblap, Word dokumentum stb.) másolunk szöveget, akkor az összes formázást eltávolítja, és csak a szöveg marad meg, és ezt továbbra is formázás nélkül lehet tovább másolni.
A jegyzettömb lehetőségei közt van, hogy ha egy fájl első sora „.LOG”, idézőjelek nélkül, akkor minden szerkesztést egy dátum-idő sorral kezd.
Továbbá képes alapvető szövegszerkesztési funkciókra, például keresés, csere, dátum-idő beszúrása. Képes kezelni Unicode szöveget is, bár a régebbi Windows NT verzióiban hibásan ismeri fel például az „xxxx xxx xxx xxxxx” formájú Unicode szövegeket.

## Használat
Bár a fejlett szövegszerkesztők igencsak kirekesztették, rengeteg felhasználó használja a jegyzettömböt, mivel egyszerű, gyors, és jegyzetek, rövid szövegek felírására tökéletesen alkalmas. Mivel nem támogatja a beírt szöveg kiemelését, ami programozásnál fontos lenne, ezért léteznek különböző, többnyire szabad licencű szerkesztők (például Notepad2, Notepad++), amik már képesek az aktuális szövegben a programozás kulcsszavait, elemeit, blokkjait lekezelni, és formázni.

## Fordítás
- Ez a szócikk részben vagy egészben a Notepad.exe című angol Wikipédia-szócikk fordításán alapul.  Az eredeti cikk szerkesztőit annak laptörténete sorolja fel. Ez a jelzés csupán a megfogalmazás eredetét és a szerzői jogokat jelzi, nem szolgál a cikkben szereplő információk forrásmegjelöléseként.